# Fórmula Inter
A Formula Inter é uma categoria brasileira profissional de carros de fórmula. O campeonato foi lançado em 2015 e teve sua primeira corrida em dezembro de 2016. Os eventos foram transmitidos pelo Esporte Interativo no Brasil,  nesse período.

## Carro
```
As características do carro são:
```

- Comprimento total: 4.320mm
- Largura total: 1.800mm
- Altura máxima: 1.000mm
- Entre eixos: 2.465mm
- Peso: 520 kg sem combustível.
- Motor: 2 litros, 4 cilindros em linha, 16 válvulas
- Refrigeração: 2 radiadores laterais de alumínio para água
- Sistema de Gerenciamento Eletrônico: Pro Tune Eletronic Systems
- Potência: 191 hp a 6000 rpm
- Torque: 21 kgfm a 6000 rpm
- Câmbio: 5 marchas em H
- Rodas: Fabricação própria em magnésio, aro 13, tala 8″ dianteira e 11″
- Pneus: Pirelli PZero Slick – 225/40 VR13 dianteiros e 265/540 VR13
- Tanque de combustível: de borracha, capacidade 30 litros
- Pintura: Sherwin Williams à base d’água
- Habitáculo: em fibra de carbono, extrator de banco
- Banco de segurança: em fibra de carbono, removível
- Anel de segurança: Protetor de cabeça em material compósito

## Transmissão de TV
A categoria assinou um contrato de 5 anos com o Esporte Interativo, parte do grupo Turner, em 2017. As corridas eram transmitidas junto com um reality show. Devido ao fim dos canais EI em 2018, a categoria ficou sem transmissão no país. Em 2019 a categoria sofreu um hiato devido ao avanços da pandemia de COVID-19 e em 2021 a Lopes Concept assumiu a gestão da Fórmula Inter atuando em 2021 e 2022 na atualização e manutenção dos carros MG-15. À partir de 2023 os eventos da Copa Fórmula Inter realizados em Dezembro de e os eventos de 2024 estarão disponíveis no app Swen TV e em canal próprio da Fórmula Inter no YouTube.

## Resultados
A Fórmula Inter teve sua primeira corrida em dezembro de 2016 e o vencedor foi Gustavo Coelho. A segunda corrida foi vencida por Marcelo Henriques.
- O primeiro ciclo deveria consistir de 11 etapas, mas o 10º round foi cancelado por fortes chuvas e os pontos desta prova foram descartados para todos os pilotos[5]. Com isso, o primeiro ciclo passou a contar com 12 etapas, sendo que somente somente os 8 melhores resultados contam para determinar o campeão.

| Round | Circuito   | Data                    | Pole Position       | Melhor Volta        | Piloto Vencedor     |
| ----- | ---------- | ----------------------- | ------------------- | ------------------- | ------------------- |
| 1     | Interlagos | 18 de Dezembro de 2016  | Marcelo Henriques   | Gustavo Coelho      | Gustavo Coelho      |
| 2     | Interlagos | 29 de Janeiro de 2017   | Marcelo Henriques   | Marcelo Henriques   | Marcelo Henriques   |
| 3     | Interlagos | 19 de Fevereiro de 2017 | Marcelo Henriques   | Gustavo Coelho      | Gustavo Coelho      |
| 4     | Interlagos | 02 de Abril de 2017     | Marcelo Henriques   | Marcelo Henriques   | Gustavo Coelho      |
| 5     | Interlagos | 30 de Abril de 2017     | Marcelo Henriques   | Gustavo Coelho      | Marcelo Henriques   |
| 6     | Interlagos | 21 de Maio de 2017      | Marcelo Henriques   | Marcelo Henriques   | Gustavo Coelho      |
| 7     | Interlagos | 11 de Junho de 2017     | Marcelo Henriques   | Marcelo Henriques   | Marcelo Henriques   |
| 8     | Interlagos | 02 de Julho de 2017     | Marcelo Henriques   | Gabriel Salomão     | Marcelo Henriques   |
| 9     | Interlagos | 30 de Julho de 2017     | Pedrinho Aguiar     | Marcelo Henriques   | Gustavo Coelho      |
| 10    | Interlagos | 20 de Agosto de 2017    | Alexandre Galassi   | PROVA CANCELADA     | PROVA CANCELADA     |
| 11    | Piracicaba | 29 de Outubro de 2017   | Alex Seid           | Luciano Zangirolami | Pedrinho Aguiar     |
| 12    | Interlagos | 17 de Dezembro de 2017  | Marcelo Henriques   | Marcelo Henriques   | Marcelo Henriques   |
| 13    | Interlagos | 28 de Janeiro de 2018   | Marcelo Henriques   | Marcelo Henriques   | Marcelo Henriques   |
| 14    | Interlagos | 25 de Fevereiro de 2018 | Marcelo Henriques   | Marcelo Henriques   | Marcelo Henriques   |
| 15    | Interlagos | 08 de Abril de 2018     | Marcelo Henriques   | Gabriel Salomão     | Gabriel Salomão     |
| 16    | Interlagos | 20 de Maio de 2018      | Gabriel Salomão     | Gabriel Salomão     | Luciano Zangirolami |
| 17    | Interlagos | 05 de Agosto de 2018    | Marcelo Henriques   | Gabriel Salomão     | Marcelo Henriques   |
| 18    | Interlagos | 02 de Setembro de 2018  | Gabriel Salomão     | Gabriel Salomão     | Gabriel Salomão     |
| 19    | Velo Città | 13 de Outubro de 2018   | Marcelo Henriques   | Daniel Mageste      | Alex Seid           |
| 20    | Londrina   | 24 de Novembro de 2018  | Marcelo Henriques   | Gabriel Salomão     | Marcelo Henriques   |
| 21    | Interlagos | 23 de Dezembro de 2018  | Francesco Franciosi | Francesco Franciosi | Francesco Franciosi |
| 22    | Interlagos | 24 de Fevereiro de 2019 | André Beisert       | André Beisert       | André Beisert       |
| 22    | Interlagos | 24 de Fevereiro de 2019 | Alex Seid           | Alex Seid           | Alex Seid           |
| 23    | Interlagos | 21 de Abril de 2019     | Alex Seid           | Francesco Franciosi | Francesco Franciosi |
| 23    | Interlagos | 21 de Abril de 2019     | Daniel Mageste      | André Beisert       | Daniel Mageste      |
| 24    | Interlagos | 19 de Maio de 2019      | André Beisert       | André Beisert       | André Beisert       |
| 24    | Interlagos | 19 de Maio de 2019      | Alex Seid           | Alex Seid           | Alex Seid           |
| 25    | Interlagos | 09 de Junho de 2019     | Raphael Frossard    | Alex Seid           | Daniel Mageste      |
| 25    | Interlagos | 09 de Junho de 2019     | Gabriel Salomão     | André Beisert       | André Beisert       |

- Os pontos são distribuídos da seguinte forma:

| Posição             | 1  | 2  | 3  | 4  | 5  | 6  | 7  | 8  | 9  | 10 | 11 | 12 | 13 | 14 | 15 | Pts. Participação |
| ------------------- | -- | -- | -- | -- | -- | -- | -- | -- | -- | -- | -- | -- | -- | -- | -- | ----------------- |
| Pontuação 2016-2018 | 30 | 27 | 25 | 23 | 21 | 19 | 17 | 15 | 13 | 11 | 9  | 7  | 5  | 3  | 1  | 2                 |
| Pontuação 2019      | 20 | 15 | 12 | 10 | 8  | 6  | 4  | 3  | 2  | 1  | -  | -  | -  | -  | -  | -                 |

### Campeonato de Pilotos
| \| Pos \| Piloto \| INT \| INT \| INT \| INT \| INT \| INT \| INT \| INT \| INT \| INT \| Pts \| \| --- \| ------------------- \| --- \| --- \| --- \| --- \| --- \| --- \| --- \| --- \| --- \| --- \| --- \| \| 2 \| Gustavo Coelho \| 1 \| 5 \| 1 \| 1 \| 2 \| 1 \| 6 \| 2 \| 1 \| C \| \| \| 1 \| Marcelo Henriques \| 6 \| 1 \| 3 \| 8 \| 1 \| 10 \| 1 \| 1 \| 4 \| C \| \| \| 3 \| Pedro Aguiar \| 7 \| 3 \| 2 \| 2 \| 3 \| 2 \| 2 \| 7 \| 8 \| C \| \| \| 7 \| Alexandre Galassi \| 5 \| 6 \| 4 \| 9 \| 5 \| 5 \| 4 \| 3 \| 3 \| C \| \| \| 11 \| Raphael Figueiredo \| 3 \| 7 \| 5 \| 3 \| 4 \| 6 \| 3 \| 10 \| 7 \| - \| \| \| 5 \| Marcelo Zebra \| 4 \| 4 \| 6 \| 4 \| 7 \| 4 \| 8 \| 6 \| 5 \| C \| \| \| 9 \| Rafael Seibel \| - \| - \| - \| - \| 9 \| 3 \| 9 \| 8 \| 6 \| C \| \| \| 4 \| Gabriel Salomão \| - \| - \| - \| 5 \| 8 \| 7 \| 10 \| 5 \| - \| C \| \| \| 8 \| Luciano Zangirolami \| - \| - \| - \| 10 \| - \| - \| 5 \| 4 \| 2 \| C \| \| \| 20 \| Drigão Henriques \| - \| - \| - \| 7 \| 10 \| 9 \| - \| - \| - \| - \| \| \| 24 \| Artur Bragantini \| - \| - \| 7 \| - \| - \| - \| 7 \| - \| - \| - \| \| \| 16 \| Luiz Junior \| 2 \| - \| - \| - \| - \| - \| - \| - \| - \| - \| \| \| 14 \| Daniel Mageste \| - \| 2 \| - \| - \| - \| - \| - \| - \| - \| - \| \| \| 23 \| Thiago Ezequiel \| - \| - \| - \| 6 \| - \| - \| - \| - \| - \| - \| \| \| 18 \| Nikolas Gaigalas \| - \| - \| - \| - \| 6 \| - \| - \| - \| - \| - \| \| \| 28 \| Andre Giotto \| - \| - \| - \| - \| - \| 8 \| - \| - \| - \| - \| \| \| 26 \| Erick Galassi \| - \| - \| - \| - \| - \| - \| - \| 9 \| - \| - \| \| \| 31 \| Francisco Lameirão \| - \| - \| - \| - \| - \| - \| - \| - \| 9 \| - \| \| \| 6 \| Alex Seid \| - \| - \| - \| - \| - \| - \| - \| - \| - \| C \| \| \| 32 \| Fernando Rosset \| - \| - \| - \| - \| - \| - \| - \| - \| - \| C \| \| | Negrito – Pole Itálico – Melhor volta |     |     |     |     |     |     |     |     |     |     |     |
| Pos | Piloto                                | INT | INT | INT | INT | INT | INT | INT | INT | INT | INT | Pts |
| 2 | Gustavo Coelho                        | 1   | 5   | 1   | 1   | 2   | 1   | 6   | 2   | 1   | C   |     |
| 1 | Marcelo Henriques                     | 6   | 1   | 3   | 8   | 1   | 10  | 1   | 1   | 4   | C   |     |
| 3 | Pedro Aguiar                          | 7   | 3   | 2   | 2   | 3   | 2   | 2   | 7   | 8   | C   |     |
| 7 | Alexandre Galassi                     | 5   | 6   | 4   | 9   | 5   | 5   | 4   | 3   | 3   | C   |     |
| 11 | Raphael Figueiredo                    | 3   | 7   | 5   | 3   | 4   | 6   | 3   | 10  | 7   | -   |     |
| 5 | Marcelo Zebra                         | 4   | 4   | 6   | 4   | 7   | 4   | 8   | 6   | 5   | C   |     |
| 9 | Rafael Seibel                         | -   | -   | -   | -   | 9   | 3   | 9   | 8   | 6   | C   |     |
| 4 | Gabriel Salomão                       | -   | -   | -   | 5   | 8   | 7   | 10  | 5   | -   | C   |     |
| 8 | Luciano Zangirolami                   | -   | -   | -   | 10  | -   | -   | 5   | 4   | 2   | C   |     |
| 20 | Drigão Henriques                      | -   | -   | -   | 7   | 10  | 9   | -   | -   | -   | -   |     |
| 24 | Artur Bragantini                      | -   | -   | 7   | -   | -   | -   | 7   | -   | -   | -   |     |
| 16 | Luiz Junior                           | 2   | -   | -   | -   | -   | -   | -   | -   | -   | -   |     |
| 14 | Daniel Mageste                        | -   | 2   | -   | -   | -   | -   | -   | -   | -   | -   |     |
| 23 | Thiago Ezequiel                       | -   | -   | -   | 6   | -   | -   | -   | -   | -   | -   |     |
| 18 | Nikolas Gaigalas                      | -   | -   | -   | -   | 6   | -   | -   | -   | -   | -   |     |
| 28 | Andre Giotto                          | -   | -   | -   | -   | -   | 8   | -   | -   | -   | -   |     |
| 26 | Erick Galassi                         | -   | -   | -   | -   | -   | -   | -   | 9   | -   | -   |     |
| 31 | Francisco Lameirão                    | -   | -   | -   | -   | -   | -   | -   | -   | 9   | -   |     |
| 6 | Alex Seid                             | -   | -   | -   | -   | -   | -   | -   | -   | -   | C   |     |
| 32 | Fernando Rosset                       | -   | -   | -   | -   | -   | -   | -   | -   | -   | C   |     |

Nota: Todos os pilotos ganham 2 pontos extras por participação até o Round 21, exceto no round 10 (cancelado por fortes chuvas)
Em 2023 a Fórmula Inter realizou a Copa Fórmula Inter em Dezembro no Autódromo de Interlagos.
Os pilotos participantes foram: 
    
- 44 - Sergio Fuga
- 25 - Pedro Selmer
- 19 - Divino Gondim
- 12 - Caio Mesquita
- 6 - Samuel Damin

Uma ótima prova, apesar do quarto lugar por conta da largada dos boxes o piloto Samuel Damin registrou o menor tempo da corrida com 1:53.576, e segundo melhor tempo ficou com o piloto Sergio Fuga com 1:54.247 enquanto o piloto Pedro Selmer fez o terceiro melhor tempo com 1:54.915.

A prova teve o pódio composto por:
- 1º - Sergio Fuga
- 2º - Divino Gondim
- 3º - Caio Mesquita
- 4º - Samuel Damin
- Ø - Pedro Selmer

Atualmante a Fórmula Inter contará com o Campeonato Fórmula Inter 2024 a ser iniciado no primeiro semestre do mesmo ano e contará com 5 etapas.

## Formação no Automobilismo
F Inter Day

Atualmente a Fórmula Inter conta com  o F Inter Day, um dia de treinamento para pilotos já acostumados com carros monoposto.

Clínica de Pilotaagem

A Clínica de Pilotagem é um evento voltado para pilotos com pouca experiência nos carros monoposto ou que buscam se aprofundar no desenvolvimento. 

O curso dura dois períodos, em um primeiro momento com abordagem teórica, análise de vídeo, análise de dados sobre a pilotagem e os pilotos fazem um primeiro momento prático de pista acompanhando o instrutor, conhecendo o traçado e o carro. Ao retornarem é realizada uma reflexão e uma análise junto ao instrutor e ao Engenheiro Mecânico que apresentará os dados de desenvolvimento do carro na pista entre outras nuances sobre o desenvolvimento do piloto. 

Em um segundo momento  os pilotos fazem nova atividade prática com os carros, dessa vez munidos de melhores informações sobre o carro, a pista e o conhecimento prático inicial para desenvolver e melhorar seu tempo em pista com o carro, aprender e explorar melhor os limites do MG-15 e da pista.

## Veja mais
- Campeonato brasileiro de Fórmula 3